# 商标注册用商品和服务国际分类
商标注册用商品和服务国际分类又称尼斯分类（International (Nice) Classification of Goods and Services），由世界知识产权组织（WIPO）提供，将商品和服务分为45个类别，用于区分商标适用范围。该分类每5年更新一次。商标注册用商品和服务国际分类根据1957年在法国尼斯签订的尼斯协定建立，45个类别中，1-34是商品分类，35-45是服务分类。因多个国家都接受商标注册用商品和服务国际分类，该分类的设立，使商标的注册变得更有效率。